# Gaia Servadio
Gaia Servadio (Padova, 13 settembre 1938 – Roma, 20 agosto 2021) è stata una giornalista, saggista e artista italiana.

## Biografia
Giornalista, saggista e biografa apprezzata, collaborò con Il Mondo di Mario Pannunzio e in seguito con La Stampa, la BBC e la RAI. Il 6 settembre 1997 commentò con Giulio Borrelli e Paolo Frajese la diretta di Rai Uno del funerale di Lady Diana. Scrisse per il Corriere della Sera, il gruppo Telegraph (Daily Telegraph, Sunday Telegraph, e il Colour Supplement, del quale era stata anche editor per un numero). Con la BBC, la Servadio realizzò documentari su Giuseppe Verdi, la mafia, le dighe in Turchia. Fu vice-presidente della stampa estera a Londra e del FAI-UK. 
Organizzò l'evento Malher, Vienna and the Twentieth Century (Londra, 1985-86) con Claudio Abbado e il Damascus Year of Culture Festival (2008). Lavorò per Hans Werner Henze ne Gli Amici della Musica di Montepulciano e per il Teatro Massimo di Palermo. Fece parte dell'esecutivo della London Symphony Orchestra (LSO). Organizzò la Settimana Verdiana per l'Ambasciata Italiana a Londra (per la BBC 2 realizzò un documentario su Giuseppe Verdi). Sempre per l'Ambasciata Italiana, fu responsabile della parte musicale per le celebrazioni del 150º anniversario dell'Unità d'Italia. 
Lavorò su due documentari dedicati alla Sicilia: Murder by Neglect (BBC) e Alcamo, The Anatomy of a Mafia Town (1976). 
In Italia fu insignita del titolo di Cavaliere Ufficiale della Repubblica dal presidente Sandro Pertini e nel 2013 Commendatore al merito della Repubblica Italiana dal presidente Giorgio Napolitano.
Ha pubblicato 37 libri, il primo dei quali (romanzo satirico Tanto gentile e tanto onesta, Feltrinelli, 12 edizioni) venne tradotto in 8 lingue. 
Realizzò una serie per le scuole di storie sulla mitologia mesopotamica per Storielibere/Audiobooks. Negli ultimi anni si era dedicata allo studio dei Fenici.
Morì nel 2021 a Roma.

## Vita privata
Visse dal 1956 a Londra ma dividendosi tra Regno Unito e Italia.
Ebbe una lunga relazione con Gianni Agnelli,  ampiamente descritta nella sua autobiografia. Fu sposata dal 1961 al 1989 con lo storico britannico William Mostyn-Owen. Da questo matrimonio sono nati i suoi tre figli: Owen, Allegra (è stata la prima moglie del politico britannico Boris Johnson) e Orlando. Gaia Servadio si risposò quindi con Hugh Myddelton Biddulph.

## Opere

### Romanzi e racconti
- Tanto gentile e tanto onesta, Milano, Feltrinelli, 1967. - Milano, Sonzogno, 2015.
- Don Giovanni e L'azione consiste, Milano, Feltrinelli, 1968.
- Il Metodo, Milano, Feltrinelli, 1970.
- Un'infanzia diversa, Milano, Rizzoli, 1988.
- Il lamento di Arianna, Milano, La Tartaruga, 1988.
- La storia di R., Milano, Rizzoli, 1990.
- Abramo, La vallata, 1990.
- E i morti non sanno, Palermo, Flaccovio, 2005.
- Didone Regina, Milano, Frassinelli, 2017, ISBN 97-88-89342-023-5.
- Giudei, Milano, Bompiani, 2021.

### Musica
- La vera Traviata. Libretto, in Angelo Inglese, cantata scenica in un prologo, 7 scene ed epilogo, 2013.
- The Last Zodiac, Poems, in Marcello Panni, 12 Lieder for voice and orchestra, 2015.

### Saggi e biografie
- Angelo La Barbera. A profile of a Mafia Boss, London, Quartet Books, 1974.[2]
- Mafioso, London, Martin Secker & Warburg Ltd, 1976.[3]
- To a Different World, London, Hamish Hamilton 1979.
- Luchino Visconti, Milano, Mondadori, 1980.
- La Donna del Rinascimento, Milano, Vallardi, 1986.
- Incontri. Forster, Sraffa, Lowell, Matta, McCarthy, Abramo, 1993, ISBN 978-88-8324-056-0.
- Traviata. Vita di Giuseppina Strepponi, Milano, Rizzoli, 1994.
- Mozia. Alla scoperta di una civiltà scomparsa, Flaccovio, 2003, ISBN 978-88-7758-484-7. - Nuova ed. col titolo Mozia. Fenici in Sicilia, Collana UEF, Milano, Feltrinelli, 2018, ISBN 978-88-0789-086-4.
- Rossini. Una vita, Flaccovio, 2004, ISBN 978-88-7758-554-7. - Nuova ed. completamente riveduta e corretta, Milano, Feltrinelli, 2015.
- Sammezzano, London, Idea Books, 2007.
- Il Rinascimento allo specchio, Milano, Salani, 2007, ISBN 978-88-8451-786-9.
- Dei, Marinai e Mercanti. I Whitaker e il Marsala, Torino, Allemandi&C., 2009.
- Incoronata pazza. Il mistero di Giovanna, figlia di re, madre di re, regina sacrificata, Milano, Salani, 2010, ISBN 978-88-6256-056-6.
- C'è del marcio in Inghilterra, Milano, Salani, 2011.
- Poetry. Tuscany and Umbria, a collection of Poetry of Place, London, Eland, 2011.
- Gioachino Rossini Una vita, Feltrinelli 2015.
- I viaggi di Dio, Milano, Feltrinelli, 2016, ISBN 978-88-0749-204-4.
- L'italiano più famoso del mondo: vita e avventure di Giovanni Belzoni, Milano, Bompiani, 2018, ISBN 978-88-4529-733-5.
- A Wartime Childhood, London, John Sandoe, 2020.

### Curatele
- Scritti siriani dell'antichità: testi preclassici e classici, Pisa e Roma, Fabrizio Serra editore, 2010, ISBN 978-88-6227-224-7.
- Ancient Syrian writings: Syrian preclassical and classical texts, Damascus, General Secretariat of Damascus, 2009. Government publication.

### Autobiografia
- Raccogliamo le vele, Milano, Feltrinelli, 2014.